# Hanum

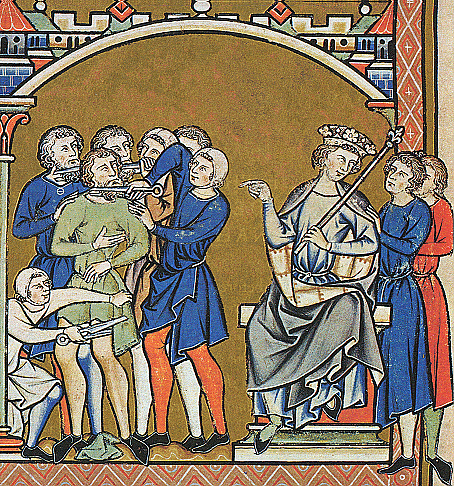

Hanum ou Hanun (em hebraico: חָנוּן, romaniz.: Ḥānūn; lit. "Ele Mostra Favor" ou "Ele Tem Clemência) foi um rei de Amom, descrito em II Samuel e em I Crônicas, que subiu ao trono após a morte de seu pai, Naás, durante ao século XI a.C.. 

## Biografia
Quando o rei Davi enviou embaixadores para dar suas condolências, Hanum reverteu as políticas pró-Davi de seu pai e humilhou os emissários, obrigando-os a remover suas roupas e fazendo a metade de suas barbas. Então, Hanum se aliou a Hadadezer, rei de Zobá, contra o Reino Unido de Israel, mas foi derrotado e deposto. Seu irmão, Sobi, foi alçado ao reinado em seu lugar e se tornou um leal vassalo do rei Davi.

## Outras pessoas de mesmo nome
Duas outras pessoas na Bíblia hebraica são chamadas de Hanum:
- Um judeu que retornou do exílio babilônico e, com o povo de Zanoah, consertou o portão do vale na muralha de Jerusalém (Neemias 3:13).
- O sexto filho de Zalaph, que também ajudou no conserto das muralhas (Neemias 3:30).